# Parelmoerwolk
Een parelmoerwolk of polaire stratosferische wolk is een soort wolk die op zeer grote hoogte (15 tot 25 km), in de stratosfeer, voorkomt.
De meeste wolken komen voor in de onderste twaalf kilometer van de atmosfeer. Deze luchtlaag kan veel gasvormig waterdamp bevatten, dat - bij afkoeling tot onder het dauwpunt - overgaat in vloeibare waterdruppeltjes (condens) of in vaste ijskristallen, en dan zichtbaar wordt als wolken. Boven twaalf kilometer hoogte bevindt zich de stratosfeer, de luchtlaag die de meeste ozon bevat en ook bekendstaat als de ozonlaag.

## Stratosfeer
De ozonlaag bevat vrijwel geen water, en wolken komen op deze hoogte dan ook zelden voor. Pas bij temperaturen onder −80 °C, wordt bij een dergelijke lage luchtvochtigheid alsnog het dauwpunt bereikt. Er kunnen zich op deze hoogte dan kleine wolken vormen, die - om hun kleurschakeringen - parelmoerwolken worden genoemd. De kleurenpracht wordt veroorzaakt door de zeer kleine ijskristallen waaruit de wolken bestaan. De gekleurde wolken zijn enige tijd na zonsondergang of vóór zonsopgang zichtbaar, als het aardoppervlak donker is, terwijl op twintig kilometer hoogte de zon nog schijnt.
Parelmoerwolken kunnen dus ontstaan in gebieden waar de atmosfeer op grote hoogte extreem koud is. In de winter kan dat gebeuren aan de lijzijde van hoge bergen, bij harde wind. Vooral in Groenland en Noorwegen komen ze voor, en soms worden ze 's winters zuidelijker in Europa waargenomen.
Ook boven de Zuidpool is het 's winters hoog in de atmosfeer koud genoeg om wolken te vormen. Hier worden ze polaire stratosferische wolken genoemd, en ze zijn groter dan parelmoerwolken. Behalve water-ijskristallen bevatten ze verbindingen van salpeterzuur en water. De massale vorming van deze wolken leidt tot chemische afbraak van ozon, en leidt tot de vorming van het zogenaamde "ozongat" boven de Zuidpool.

## Lage Landen
Ook in de stratosfeer boven twaalf kilometer hoogte in de Lage Landen, is het soms, met temperaturen tot −84 °C, extreem koud. De temperaturen zijn dan laag genoeg voor de vorming van parelmoerwolken, en ervaren waarnemers in het noordoosten van Groningen en in Deventer hebben deze voor Nederland zeldzame wolken op 16 februari 1996, kort na zonsondergang, gezien. Meldingen kwamen ook uit 2006. Op 2 februari 2016 werden ze rond zonsondergang in een groot deel van het land gezien, en gefotografeerd.
Uit ozonsonde-metingen van onder andere het KNMI blijkt dat de atmosfeer in februari 2001 op grote hoogte zeer koud was. Op 13 februari zijn, op 19 en op 22 kilometer hoogte, temperaturen gemeten van −79 graden, de dagen daarna was het op die hoogte kouder dan −80 graden. Ondanks de gunstige condities voor de vorming van parelmoerwolken zijn ze toen niet waargenomen.
De laatste jaren daalt de temperatuur in de stratosfeer geleidelijk, en broeikasexperts verwachten op grote hoogte een verdere temperatuurdaling. Mogelijk zijn parelmoerwolken daardoor in de toekomst in Nederland en België vaker te zien.

## Types
Er zijn drie typen parelmoerwolken: Ia, Ib en II naargelang hun chemische samenstelling:
- Type I wolken bestaan uit salpeterzuur en water
  - Type Ia wolken bestaan uit kristallen gevormd uit salpeterzuur en water
  - Type Ib wolkdruppels bevatten daarnaast zwavelzuur en bevinden zich in de vorm van een onderkoelde oplossing
- Type II wolken bestaan alleen uit ijswater